# Chambrage
Pour les articles homonymes, voir Chambrage (homonymie).
En génie mécanique et en usinage, le chambrage est un perçage à fond plat, servant à noyer la tête de vis ;
On réalise un chambrage à l'aide d'une fraise à lamer, sur une perceuse ou une aléseuse. La différence avec le lamage est la profondeur de perçage : dans le cas d'un lamage, la tête de vis dépasse de la surface de la pièce. Dans la pratique, on utilise souvent le terme « lamage » dans tous les cas.
Le diamètre et la profondeur dépendent du type d'outil de serrage :
- si l'outil est non débordant, on utilise le diamètre C1 :
  - vis à six-pans creuse selon NF E 25.125 : profondeur t1a,
  - vis à six-pans creuse selon NF E 25.111, vis à tête fendue selon norme NF E.25.127 : profondeur t1b ;
- si l'outil est débordant (vis à tête hexagonale selon ormes NF E 25.112 à 115), on utilise le diamètre C2 si l'outil est manœuvré à la main (clef à pipe, à tube, à douille), et le diamètre C3 s'il est manœuvré à la machine.

Le chambrage ne doit pas être trop profond, afin d'avoir accès facilement à la tête de vis et d'éviter l'accumulation de saleté.
| diam. nominal | C1 | t1a | t1b | C2  | C2 | t2  | C3 |
| ------------- | -- | --- | --- | --- | -- | --- | -- |
| M 1,6         | 5  | 1,7 | 1,2 | 8,5 | ?  | 1,3 | ?  |
| M 2           | 6  | 2,1 | 1,5 | 10  | ?  | 1,6 | ?  |
| (M 2,5)       | 7  | 2,7 | 1,8 | 11  | 12 | 2   | 13 |
| M 3           | 8  | 3,2 | 2,1 | 12  | ?  | 2,3 | 14 |
| (M 3,5)       | …  | …   | …   | …   | …  | …   | …  |
| M 4           | …  | …   | …   | …   | …  | …   | …  |
| M 4,5         | …  | …   | …   | …   | …  | …   | …  |
| M 5           | …  | …   | …   | …   | …  | …   | …  |
| M 6           | …  | …   | …   | …   | …  | …   | …  |
| (M 7)         | …  | …   | …   | …   | …  | …   | …  |
| M 8           | …  | …   | …   | …   | …  | …   | …  |
| M 10          | …  | …   | …   | …   | …  | …   | …  |
| M 12          | …  | …   | …   | …   | …  | …   | …  |
| (M 14)        | …  | …   | …   | …   | …  | …   | …  |
| M 16          | …  | …   | …   | …   | …  | …   | …  |
| (M 18)        | …  | …   | …   | …   | …  | …   | …  |
| M 20          | …  | …   | …   | …   | …  | …   | …  |
| (M 22)        | …  | …   | …   | …   | …  | …   | …  |
| M 24          | …  | …   | …   | …   | …  | …   | …  |
| (M 27)        | …  | …   | …   | …   | …  | …   | …  |
| M 30          | …  | …   | …   | …   | …  | …   | …  |
| (M 33)        | …  | …   | …   | …   | …  | …   | …  |
| M 36          | …  | …   | …   | …   | …  | …   | …  |
| (M 39)        | …  | …   | …   | …   | …  | …   | …  |